# Kreissparkasse Groß-Gerau
Die Kreissparkasse Groß-Gerau ist eine Anstalt des öffentlichen Rechts mit Sitz in Groß-Gerau.

## Allgemeines
Das Geschäftsgebiet und Träger der Kreissparkasse ist der Kreis Groß-Gerau. Die Grundlagen der Geschäftstätigkeit sind u. a. im Hessischen Sparkassengesetz geregelt. Gemäß § 2 des Gesetzes hat die Kreissparkasse Groß-Gerau einen öffentlichen Auftrag.
Die Kreissparkasse Groß-Gerau wies im Geschäftsjahr 2023 eine Bilanzsumme von 4,226 Mrd. Euro aus und verfügte über Kundeneinlagen von 2,995 Mrd. Euro. Gemäß der Sparkassenrangliste 2023 liegt sie nach Bilanzsumme auf Rang 116. Sie unterhält 34 Filialen/Selbstbedienungsstandorte und beschäftigt 540 Mitarbeiter. Von den 540 Mitarbeitern sind 48 Auszubildende.

## Sparkassen-Finanzgruppe
Die Kreissparkasse Groß-Gerau ist Teil der Sparkassen-Finanzgruppe und gehört damit auch ihrem Haftungsverbund an. Er sichert den Bestand der Institute und sorgt dafür, dass sie auch im Fall der Insolvenz einzelner Sparkassen alle Verbindlichkeiten erfüllen können. Die Sparkasse vermittelt Bausparverträge der regionalen Landesbausparkasse, offene Investmentfonds der Deka und Versicherungen der SV SparkassenVersicherung. Im Bereich des Leasing arbeitet die Kreissparkasse Groß-Gerau mit der  Deutschen Leasing zusammen. Die Funktion der Sparkassenzentralbank nimmt die Landesbank Hessen-Thüringen wahr.

## Geschichte
Das Institut wurde im Jahre 1826 auf Initiative des Landrates für den Landratsbezirk Dornberg, Ernst Wilhelm Heim, gegründet. Träger dieser Sparkasse war der „Verein für die Errichtung und Fortbildung einer Spar-Casse für den Landrats-Bezirk Dornberg“, da die Gemeinden des „Bezirks“ eine subsidiäre Haftungsverpflichtung übernahmen.
Der erste Zahltag fand am 11. Dezember 1826 statt.
Bedingt durch die Verwaltungsreformen im Lande Hessen änderte sich im Laufe der Jahre auch die Bezeichnung der Sparkasse. So wurde im Jahre 1848 aus der „Ersparungskasse im Landratsbezirk Dornberg“ die „Sparkasse Groß-Gerau“, um dann im Jahre 1904 in „Bezirks-Sparkasse“ umbenannt zu werden.
Der 1. Januar 1942 wird zum neuen Namenstag der Sparkasse. Aus „Bezirks-Sparkasse“ wird der heutige Name „Kreissparkasse Groß-Gerau“, der zunächst als Name das spätere flächendeckende Zweigstellen-Prinzip vorwegnimmt. Endgültig ist jetzt der Geschäftsbereich der Sparkasse der politische Kreis Groß-Gerau.

## Gesellschaftliches Engagement
Im Jahr 1985 gründete die Kreissparkasse Groß-Gerau die sparkasseneigene Stiftung für Kunst, Kultur, Jugend und Sport. Die Stiftung wurde damals mit einem Stiftungsvermögen von 200.000 DM (entspricht ca. 102.000 EUR) ausgestattet.